# Comuna Borsukî, Lanivți
Borsukî (în ucraineană Борсуки) este o comună în raionul Lanivți, regiunea Ternopil, Ucraina, formată din satele Borsukî (reședința), Napadivka și Sînivți.

## Demografie
Componența lingvistică a comunei Borsukî
     Ucraineană (99,35%)
     Alte limbi (0,45%)
Conform recensământului din 2001, majoritatea populației comunei Borsukî era vorbitoare de ucraineană (99,35%), existând în minoritate și vorbitori de alte limbi.